# Haus Schössergasse 16

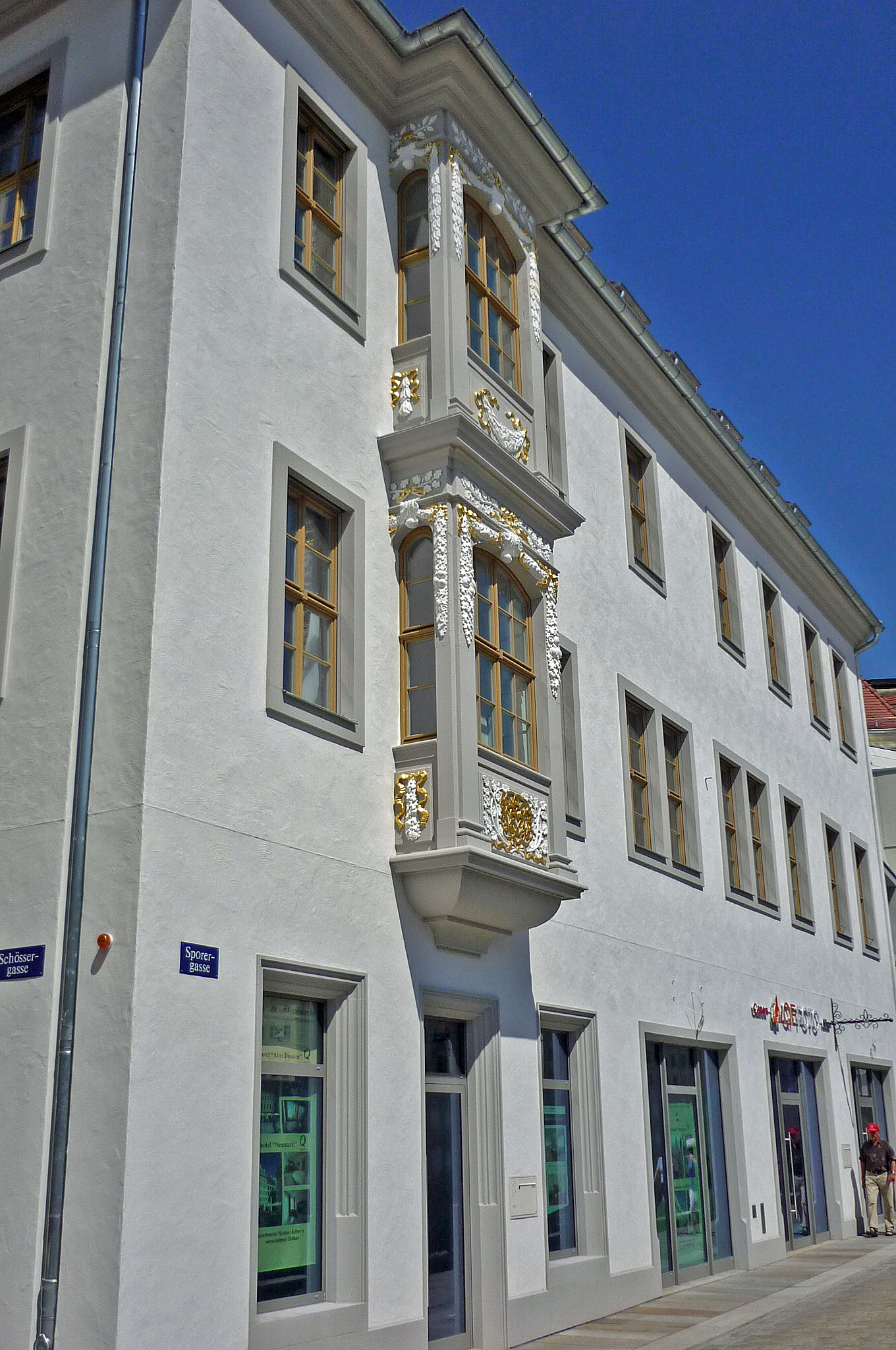
Erker in der Sporergasse

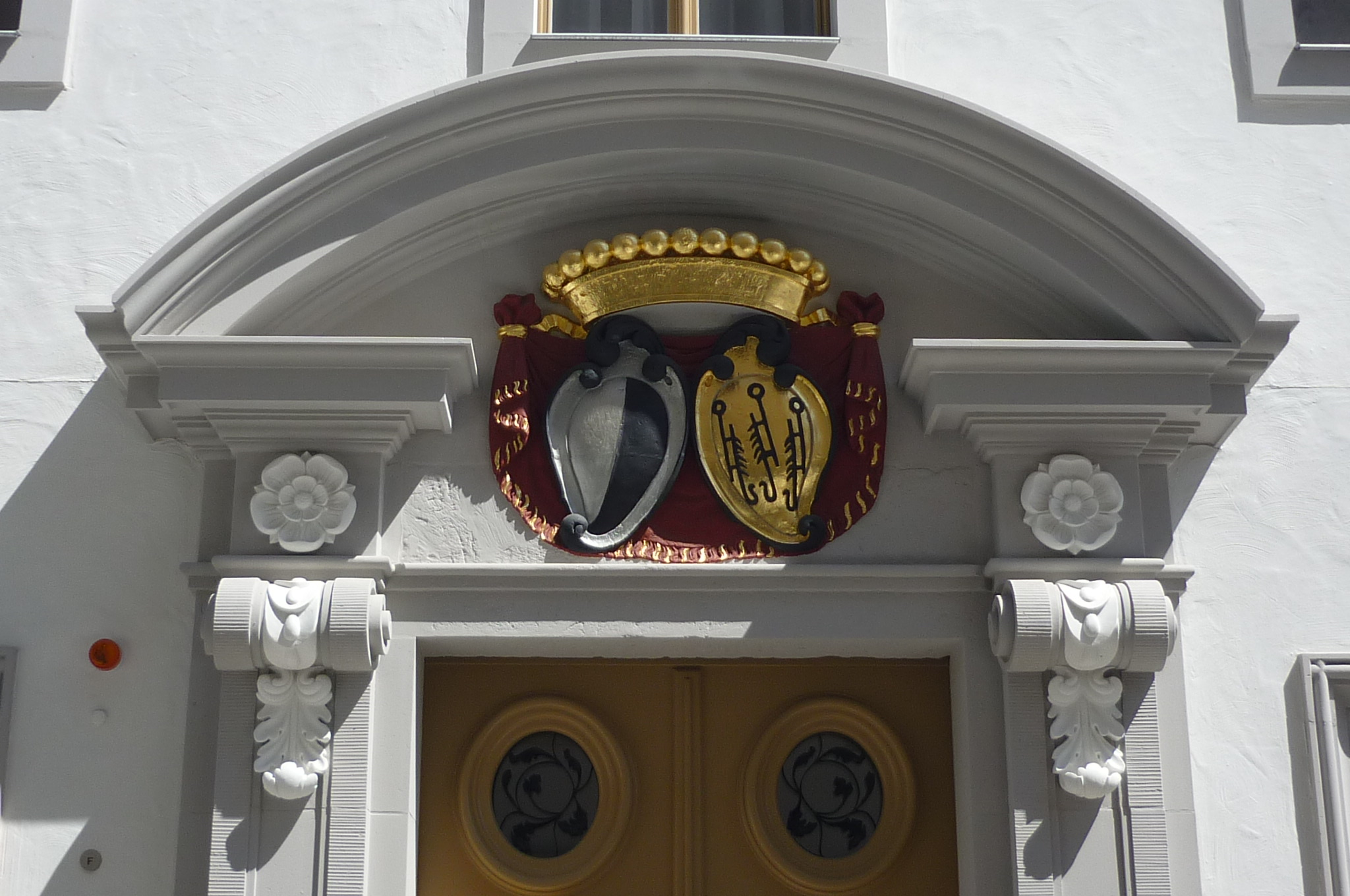
Portal in der Schössergasse

Das Haus Schössergasse 16 („Bosesches Haus“) war ein Adelshaus in Dresden. Das Haus wurde 1945 zerstört, der Wiederaufbau erfolgte 2010/12 unter Einbeziehung der historischen Keller, des Hauptportals und des Erkers.

## Geschichte
Das „Bosesche Haus“ ging auf einen älteren Bau aus der Mitte des 16. Jahrhunderts zurück. Darauf verweisen die Fenster im Erdgeschoss, die profilierte Fenstergewände aufweisen. 1622 beschrieb man es als „kurfürstliches Gebäude“. Von 1679 bis 1696 gehörte das Haus dem Kriegsrat Christoph Dietrich von Bose. 1680 erfolgte der Umbau, wobei auch die Obergeschosse entstanden. Aus dem 17. Jahrhundert stammten vermutlich die vergoldeten Ledertapeten, die die großen Eckräume schmückten. 1709 gelangte das als „Freihaus“ beschriebene Haus über Ursula Margareta von Carlowitz, geb. von Bose an den Kammer- und Bergrat und sächsischen Oberberghauptmann Hans Carl von Carlowitz. 1713 erwarb es Kurfürst August der Starke für das Geheime Kriegskollegium. Von 1722 bis 1832 war das Bosesche Haus auch der Aufbewahrungsort der Kursächsischen Rüstkammer und später der Königlich-Sächsischen Rüstkammer. Von 1832 bis 1846 wurde das Haus als Unterkunft der Technischen Bildungsanstalt benutzt. Anschließend war es bis zu seiner Zerstörung 1945 Verwaltungsgebäude.

## Beschreibung
Das Gebäude war zweiflügelig und stand an der Ecke Schössergasse/Sporergasse. Der Flügel an der Schössergasse war sechs Achsen breit, wo sich auch das Portal befand. Die Fassade an der Sporergasse war neun Achsen breit und zeigte einen zweigeschossigen Erker, der mit Blatt- und Tuchgehängen geschmückt war. Er galt als „einer der schönsten der Stadt und stand stilistisch der Architektur des Palais im Großen ganz nahe.“ Das Portal zeigt das Wappen Christian Dietrich von Boses und der Ursula von Gustedt.